# Zkouška (Útěk z vězení)
Zkouška (v anglickém originále Cell Test) je třetí epizoda amerického seriálu Prison Break, kterou režíroval kanadský režisér Brad Turner a napsal nynější viceprezident WWE Studios Michael Pavone. Děj epizody se odehrává kolem Michaela Scofielda, který zkouší, zda může věřit svému spoluvězni Fernadu Sucremu. 

## Průběh
Poslední epizoda skončila s Michaelem, Johnem Abruzzim a několika Abruzziho tvrdými hochy v kůlně, s kleštěmi na malíčku Michaelovy levé nohy. Michael o prst přišel, ale mučení naštěstí skončlo, jelikož do kůlny vtrhlo několik strážníků, kteří pak dopravili hlavního protagonistu k doktorce Saře Tancredi, které se zdá, že se nejedná o nehodu, jak ji strážníci zdělili. Když Michaelův bratr Lincoln Burrows zjistí, co mu Abruzzi udělal, chce mafiána zabít. Michael mu to ale vymluví, jelikož s Abruzzim počítá jako se zajišťovatelem dopravy z nedalekého letiště. Michael se svému bratrovi také svěří o tom, že plánuje svůj plán říct Sucremu, kterého chce ale vyzkoušet a před kterým ho Lincoln varuje, jelikož se jedná o zloděje.
Zatím se Sucre snaží dovolat své snoubence Maricruz, jejíž telefon ale zvedá její matka, která dává Fernandovi najevo, že jestli má dívku opravdu rád, měl by jí dát pokoj. T-Bag, který se cítí ukřivděn po rasové válce, při které kvůli Michaelovi přišel o svého svěřence, se zatím vyzbrojuje na souboj s ním a sežene si speciální nůž, který je upravený pro co nejdelší a nejbolestnější usmrcení soupeře. Veronica Donovan opět navštěvuje Michaela, kterému chce útěk vymluvit, jenže ten ji odbyje tím, že dělal to co ona, než zjistil, že to nemá cenu a že musí do situace zasáhnout sám. Lincolnův syn, L. J. Burrows, se po svém trestném činu účastní s matkou návštěvy psycholožky, která se diví nad náhlým výpadkem dobrého studenta a doporučuje mu návštěvu svého otce.
Michael zatím začal se svým testem, který spočívá v mobilním telefonu, který před Sucreho očima ukryje v lékárničce na zdi, čímž si svého spoluvězně efektivně otestuje. Lincolna navštěvuje ředitel Henry Pope, který po něm chce vyplnit seznam návštěvníků jeho popravy, kde ale nevinný vězeň nechce vidět nikoho, jelikož chce své bližní ušetřit takového utrpení. Pope ho také varuje, že všichni vězni, kteří tak v minulosti zvolili, své volby při popravě velice litovali. Veronica se rozhodla navštívit Leticiu Barris, která bydlí v nebezpečné části Chicaga, ale to mladou právničku neodradí. Leticia na ní při setkání namíří zbraň, jelikož si myslí, že Veronica patří mezi agenti Společnosti, organizace, která vykonstruovala vraždu a nyní se snaží zlikvidovat všechny, kteří by mohli popravu Burrowse ohrozit. Leticia se před setkáním připravovala k odjezdu, ale Veronica ji dokázala přesvědčit k návštěvě její kanceláře s tím, že ji po sepsání svědectví osobně odveze na letiště.
Burrows na dvoře zaslechne Sucreho, jak o mobilním telefonu vypráví svým Hispánským kamarádům a poví o mobilu hlavnímu dozorci věznice, Bradu Bellickovi, za více času na vzduchu a pár cigaret. Mafiánský boss Philly Falzone se opět zastavil za Abruzzim, kterého varuje před Ottem Fibonaccim a svému příteli hrozí zabitím jeho dětí, které nyní stráví nějaký čas se „strýčkem“ Phillym u jezera. Bellick si přivede k sobě Sucreho, který mu buď dá telefon, nebo přijde o práva na návštěvu své Maricruz, což si Portorikánec zvolil jako lepší možnost. Michael mu pak ukáže, že mobil je pouze kusem mýdla, které použil k testu, jestli mu může věřit, a že má lepší způsob, jak ho dostat ke své vyvolené. Když ale Sucre slyší o útěku, nechce s tím mít nic společného, jelikož za šestnáct měsíců ho z vězení propustí.
Leticia Barris tedy podává Veronice své svědectví a svěřuje se i o tajných agentech, kteří se podle ní tváří, jako by byli „nedotknutelní“, než se odebere dát si cigaretu. Michael se opět dostává k doktorce, která mu navrhuje přeřazení na oddělení mezi oběti znásilnění, ale Michael se rozhodne čelit nebezpečnému prostředí věznice sám. Veronicu navštíví agent Paul Kellerman, který se poprvé setkává se svým novým cílem. Snaží se chovat co nejpřátelštěji a nabízí Veronice pomoc, ale právnička tuší, co se stalo a když Leticiu po Kellermanově odchodu nenachází v místnosti pro kuřáky, vidí pouze auto agentů, jak odjíždí z nedaleké ulice. Zatímco Abruzzi chápe, že na Michaela musí jinak, Sucre se rozhodne odstěhovat se do jiné cely. Lincolna navštěvuje kněz, ale ani ten ho nepřesvědčuje, aby na seznam návštěvníků zařadil své nejbližší.
V jídelně se opět potkávají Michael a T-Bag, což není znamení ničeho dobrého. T-Bag chce Scofielda napadnout svou novou zbraní, ale na poslední chvíli ho zastavuje Abruzzi, který oba válečníky přivede do jedné z místností, zdánlivě aby si to vyříkali, jenže Abruzziho plán byl napadnout T-Baga a dát Michaelovi najevo, že s ním chce jednat jemněji. Michael mu tedy poví o svém plánu, jelikož je mafián důležitou součástí útěku, díky vlastnictví v nízkokapacitové letecké společnosti. Lincolna navštěvuje L. J., který chápe, jak je pro něj otec důležitý a lituje, že ho už mockrát neuvidí. Veroničin vztah se Sebastianem se stává kvůli případu stále komplikovanější, jelikož kvůli jednání s Leticiou Barris zmeškala jejich schůzku a navíc se nemůže rozhodnout, jestli se chce za přítele vdát. Tomu ale dochází trpělivost a s Veronicou se rozchází. 
Do Michaelovy cely se konečně dostává nový spoluvězeň, který ale není zrovna ideální pro plán útěku. Jedná se o Charlese Patoshika, zvaného Haywira, který do cely přichází z psychiatrického oddělení. To se ani Lincolnovi nelíbí a s tím, že plán má už třídenní zpoždění, vypadají šance celkem špatně. Kdesi v přírodě se agenti Kellerman a Hale rozhodují zabít Leticiu Barris a zkušenější Kellerman tímto úkolem pověřuje svého parťáka Hala, který ji zabít nechce a tak ji jen postřelí. Dorazit nevinnou ženu mu ale nejde a tak to za něj dělá psychicky odolnější kolega. Když vylezl nad věznicí Fox River měsíc, Michael se rozhodl, že právě to by mohl být správný okamžik, kdy pracovat na útěku, než ale vůbec stačil začít s odmontováním záchoda, zjistil poněkud nepříjemnou zprávu o svém spoluvězňovi, který trpí nemocí, kvůli níž nikdy nespí.